# Distrito de Karur
Karur  (en Tamil; கரூர் மாவட்டம் ) es un distrito de India, en el estado de Tamil Nadu .
Comprende una superficie de 2896 km².
El centro administrativo es la ciudad de Karur.

## Demografía
Según censo 2011 contaba con una población total de 1064493 habitantes.